# Respublica (journal)
 (avril 2025).
Motif : une fois l'autosourçage enlevé, où sont les sources secondaires centrées ?
- Archive Wikiwix
- Bing
- Cairn
- DuckDuckGo
- E. Universalis
- Gallica
- Google
- G. Books
- G. News
- G. Scholar
- Persée
- Qwant
- (zh) Baidu
- (ru) Yandex
- (wd) trouver des œuvres sur Wikidata

| 1. | Préciser le motif de la pose du bandeau. | Précisez le motif de la pose du bandeau en utilisant la syntaxe suivante : {{admissibilité à vérifier\|date=avril 2025\|motif=remplacez ce texte par le motif}}                           |
| 2. | Informer les utilisateurs concernés.     | Pensez à avertir le créateur de l'article, par exemple, en insérant le code ci-dessous sur sa page de discussion : {{subst:avertissement admissibilité à vérifier\|Respublica (journal)}} |

Pour les articles homonymes, voir République (homonymie) et Respublica.
Respublica est une publication hebdomadaire gratuite, à contenu politique, publiée par liste de diffusion et via un site web. 
Le premier numéro sort le 2 décembre 1999 (les premiers numéros sont disponibles sur Yahoo! Groupes, elle publie fin 2005 plusieurs numéros par semaine (de 1 à 3 par semaine) et le numéro 400 est publié le 25 novembre 2005. Elle est l'organe du site Gauche républicaine, qui revendiquait une diffusion à 23 000 abonnés en août 2006 et a passé la barre des 25 000 abonnés au mois d'avril 2007.

## Islamophobie
Le groupe trotskyste (proche du morenisme) La Commune qualifie en 2006 le journal d'islamophobe.